# 那覇ハーリー

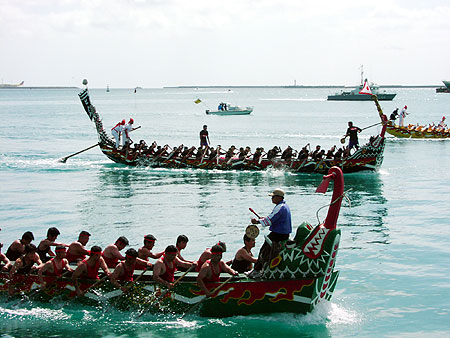
那覇ハーリー

那覇ハーリー（なはハーリー）は、沖縄県那覇市で毎年ゴールデンウィークに3日間行われるハーリー。沖縄県内のハーリーでは最大、また県内の数ある行事の中でも最大規模である。海上での競漕と合わせ、3日間を通じて多彩な催し物があり、主催団体の1つである沖縄テレビでは生中継や特番が放送される。
伝統行事としてのハーリーは本来、旧暦の5月4日に開催される事が多かったもので、現在も旧暦5月4日に行っている場所もあるが、現在那覇では新暦の5月4日前後を開催期間としている。

## 概要
- 主催：那覇ハーリー実行委員会
- 開催場所：那覇港 新港埠頭
- 開催日：ゴールデンウィークに重なる3日間
- 開催回数：45回（2019年度現在）

## 主なイベント
- 各部門の競漕（中学生・一般）
- 御願バーリー
- 本バーリー
- 体験乗船会

その他に、県内出身者を中心とする音楽ライブやお笑いライブ、スポーツ大会、花火などが行われる。